# Дорофеев, Павел Иванович
Па́вел Ива́нович Дорофе́ев (1911—1985) — советский палеоботаник, ведущий специалист по палеокарпологии.

## Биография
Родился Павел Иванович Дорофеев в 1911 году в Нижнеудинске в семье работника железной дороги. Учился в Иркутском университете, окончил его в 1932 году. Несколько лет преподавал в школе. В 1937 году решил продолжить обучение на географическом факультете Ленинградского государственного университета.
С 1939 года служил в армии. Арестован в октябре 1942 года за недонесение на обвиняемого в профашистских разговорах, приговорён к 7 годам заключения. Приговор отменён по ходатайству командования части в августе 1943 года. После окончания Великой Отечественной войны, в 1947 году, П. И. Дорофеев окончил ЛГУ, после чего остался аспирантом у палеоботаника А. Н. Криштофовича.
С 1951 года Дорофеев работал в палеонтологической лаборатории Гидропроекта, в 1953 году стал сотрудником Ботанического института АН СССР.
Кандидат географических наук, в 1964 году получил степень доктора биологических наук. Скончался в 1985 году.

## Некоторые научные работы
- Дорофеев П. И. Третичные флоры Западной Сибири. — Изд-во АН СССР, 1963. — 346 с.
- Дорофеев П. И. Миоценовая флора Мамонтовой Горы на Алдане. — Наука, 1969. — 124 с.
- Дорофеев П. И. Проблемы палеоботаники. — Наука, 1986. — 176 с.

## Виды, названные в честь П. И. Дорофеева
- Ievlevia dorofeevii Samylina
- Pityostrobus dorofeevii Sveshnik.
- Pseudolarix dorofeevii Samylina